# 2020年四川西昌森林火灾
2020年四川西昌森林火灾，又稱西昌3•30森林火灾，是指发生在2020年3月30日15点35分，中华人民共和国四川省凉山彝族自治州西昌市经久乡的森林火灾，起火位置位于经久乡马鞍村和安哈镇交界的皮加山山脊，由于风势较大，山火迅速漫延至泸山。截至31日凌晨，过火面积1000公顷左右，毁坏面积初步估算80公顷。
在扑救大火过程中，火灾造成18名來自於宁南县林业和草原局专业扑火队人员和1名当地向导遇难，3名撲火人員受傷。3月31日，中共中央总书记习近平对火災作出指示，要求遏制事故灾难多发势头，保障人民群众生命和财产安全；中国国务院总理李克强作出批示，要求全力抢救受伤人员，科学有效扑救山火，深入排查隐患，加强监测预警，坚决遏制重特大森林火灾发生。
截至4月1日15时许，泸山正面明火已基本扑灭。截至4月2日12时01分，西昌市经久乡森林火灾明火已扑灭。截至4月3日17时，未发生复燃。4月4日，19名牺牲人员追悼会在西昌市殡仪馆召开。
此次火灾正值同属一州的2019年木里森林火灾一周年之际，2019年3月30日，四川省凉山州木里藏族自治县雅砻江镇立尔村发生森林火灾，造成31人遇难，其中有27名消防员。
2020年12月21日，四川省应急管理厅公布事件调查结果。此次火灾事故原因为110千伏马道变电站10千伏电台线85-1号电杆架设的1号导线预留引流线（长约1.9米），受特定风向风力作用与该电杆横担支撑架抱箍搭接，形成永久性接地放电故障（时长16分钟零3秒），造成线体铝质金属熔融、绝缘材料起火燃烧，在散落过程中引燃电杆基部地面的杂草、灌木，受风力作用蔓延成灾。其火灾性质为一起受特定风力风向作用导致电力故障引发的森林火灾。

### 四川同年事件
- 2019年冠狀病毒病四川省疫情
- 2020年中国南方水灾
- 6·26冕宁暴雨自然灾害